# Yoel Acosta Chirinos
Yoel Acosta Chirinos (Falcón, Venezuela, 1 de septiembre de 1951) es un militar y político venezolano. Casado con Nancy Muñoz, se graduó de licenciado en Ciencias Militares en la Promoción "Simón Bolívar II" con el puesto de mérito 74 (sobre un total de 75 graduandos). Fue presidente del partido VBR.

## Biografía
Fue fundador del Movimiento Bolivariano Revolucionario 200 (MBR-200), como teniente coronel del ejército venezolano era el comandante del Batallón 421 "José Leonardo Chirino" y fue responsable de la toma de la Base Aérea Generalísimo Francisco de Miranda durante el golpe de Estado del 4 de febrero de 1992 contra el gobierno del presidente Carlos Andrés Pérez. Estuvo detenido en el Cuartel San Carlos y posteriormente en la Cárcel de Yare.
Ha pertenecido alternativamente tanto al oficialismo como a la oposición venezolana.
Se inscribió como candidato presidencial para el proceso electoral que se llevaría a cabo en el 2012 en Venezuela y posteriormente se retiró para apoyar al candidato presidencial Hugo Rafael Chávez Frías.
Para las elecciones presidenciales de 2013, Acosta Chirinos, manifestó su apoyo total al candidato del oficialismo, Nicolás Maduro Moros. En los años posteriores ha criticado duramente su gestión.
En 2015 fue expulsado del partido que presidía por no comulgar con la visión de la tolda.
Ha dictado charlas de concientización en la población trabajadora de Alcasa y otros entes gubernamentales.